# Pereval
Pereval (en russe Перевал, « passage, col ») est un groupe littéraire soviétique littéraire actif dans les années 1923-1932.

## Historique

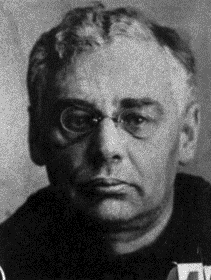
Alexandre Voronski à l'époque de son arrestation par le Guépéou en 1929

Pereval est organisé par Alexandre Voronski lorsqu'il fonde la revue Krasnaïa nov. Il n'entre cependant pas formellement dans le groupe, dont le président est sans changement Nikolaï Zaroudine (ru).
Le groupe est l'origine composé de jeunes poètes (Michael Svetlov, Mikhaïl Golodny, Alexandre Iasny et d'autres) qui ont quitté La Jeune garde (ru) et Octobre. Le groupe se forme à la fin de 1923 et début de 1924 et tire son nom d'un article de Voronski publié en novembre 1923, dans lequel il appelle au passage d'une littérature « infirme » à celle de l'avenir communiste.
À l'origine le groupe était peu nombreux, mais à partir de 1926 il s'élargit et en 1927 son manifeste est signé par cinquante-six écrivains.
Il est animé par Nikolaï Zaroudine, Artiom Vessioly (ru), Ivan Kataïev (ru), et les critiques Dmitri Gorbov et A. Lejnev (ru), sont avec Voronski ses principaux théoriciens.
Les membres du groupe publient dans les revues Krasnaïa nov (Красная новь) et Novy Mir (Новый мир), dans les recueils Pereval, au nombre de huit entre 1924 et 1932, les deux derniers parus sous  le nom de De notre âge («Ровесники»). Une  anthologie, Ceux de Pereval (Перевальцы), paraît en 1930.
Le groupe est acerbement attaqué dans la presse de l'Association russe des écrivains prolétariens (RAPP)  pour son prétendu caractère réactionnaire, pour distraire les écrivains de leurs tâches du moment, pour sa démarche non-historique et de classe, pour incarner la réconciliation avec l'ennemi de classe, et surtout, pour « combattre la littérature et la critique prolétarienne, sur la base d'une négation trotskyste de la culture prolétarienne ».
En 1927, sous le feu des critiques de la RAPP, Nikolaï Dementiev, Ivan Ievdokimov (ru), Mikhaïl Golodny, Anna Karavaïeva (ru) et Nikolaï Ognev quittent Pereval pour entrer à l'Association pan-russe des écrivains prolétariens, et Bagritski entre au Centre littéraire des constructivistes. En 1930, quand la RAPP accentue ses pressions sur les groupes littéraires, Piotr Pavlenko, Andreï Novikov, Alexandre Malychkine (ru) et Mikhaïl Prichvine quittent aussi Pereval.
Le dernier recueil de la revue, De notre âge, paraît en 1932. La principale œuvre en est le roman de Nikolaï Zaroudine, Trente nuits dans les vignes, («Тридцать ночей на винограднике»), dénoncé comme d'un subjectivisme extrême et comme une apologie de la vision du monde individualiste bourgeoise.
Pereval met en œuvre plus tard que d'autres groupes littéraires la décision du comité central du PCUS(b) « sur la restructuration des organismes littéraires et artistiques », et ne dépose une déclaration de dissolution qu'au premier plénum du comité d'organisation de l'Union des écrivains soviétiques (du 29 octobre au 3 novembre 1932).

## Positions
Pereval reconnaît la suprématie de la Loi du social (ru), mais prend cependant position pour le droit de l'écrivain au « libre choix du thème » qu'il traite.
Un des derniers textes du groupe, Notre requête («Наша заявка»), signé par une partie de ses membres, indique à propos de leur décision de participer à la construction du projet. Il reprend les mots d'ordre suivants :
- « Sincérité de la création », même si c'est contraire à la discipline de parti ;
- « Mozartisme », ce qui implique que la créativité est guidée par l'inspiration et les coups de tête ;
- « Nouvel humanisme », par lequel le groupe s'oppose au combat prolétarien, tel qu'il est pratiqué, et prône l'amour de l'être humain en général[1].

## Membres

### Prosateurs
- Alexandre Malychkine (ru)
- Boris Gouber (ru)
- Mikhaïl Barsoukov
- Sergueï Malachkine (ru)
- Leonid Zavadovski (ru)
- Nikolaï Smirnov (ru)
- Mikhail Prichvine
- Nikolaï Ognev
- Anna Karavaïeva (ru)
- Piotr Chiriaïev (ru)
- Andreï Platonov
- Lev Prichvine-Alpatov
- Nikolaï Kaouritchev
- Andreï Novikov
- Ivan Ievdokimov (ru)
- Rodion Beriozov (Akoulchine) (ru)
- Alexandre Peregoudov (ru)
- Iefim Vikhrev (ru)
- Vladimir Petrov
- Vassili Riakhovski (ru)
- Piotr Pavlenko
- Piotr Sliotov (ru)
- Ivan Kassatkine (ru)
- Vassili Koudachov (ru)
- Gueorgui Koukline (ru)

### Poètes
- Edouard Bagritski
- Dmitri Semenovski (ru)
- Nikolaï Tarousski
- Pavel Droujinine
- Dmitri Kedrine (ru)
- Vassili Nassedkine (ru)
- Nikolaï Dementiev
- Ievseï Erkine
- Jack Althausen (ru)
- Gleb Glinka
- Anatoli Olkhon (ru)
- Rodion Beriozov (Akoulchine) (ru)
- Valentina Dynnik (ru)

### Critiques
- Valerian Pravdoukhine (ru)
- Solomon Pakentreiger
- Nikolaï Zamochkine